# 阿墨江
阿墨江，也称卡渡江，位于中国云南省西南部，是李仙江左岸支流，源流称者干河，发源于景东彝族自治县太忠镇方家箐村黄草坝后山，蜿蜒向东南流经大街镇、花山镇，经镇沅彝族哈尼族拉祜族自治县东部，干流过者东镇后称者东江，继续向南穿过新平彝族傣族自治县与墨江哈尼族自治县交界地区后，进入墨江县，又称谷麻江。干流南流至墨江县通关镇与联珠镇之间的忠爱桥（原忠爱桥乡）后始称“阿墨江”。干流东南流至龙潭乡木化村老郑寨以东转东流，至泗南江镇左纳泗南江后转南流，最后于泗南江镇西歧村下倮爬西南汇入李仙江。河长263.2千米，流域面积7042.9平方千米，落差2020米。年均径流量40.88亿立方米。阿墨江左岸隔哀牢山与元江干流相邻，右岸与李仙江干流相邻。流域内山高坡陡，沟壑纵横，已发生洪灾、山地灾害、水土流失等自然灾害。
干流水电梯级开发规划为：三江口（99MW）、普西桥（190MW，年调节）、忠爱桥（110MW，未建），漫洒（60MW，未建）。